# بوهيموند السادس
بوهيموند السادس (1252 - 1275) أمير إمارة أنطاكية وكونت طرابلس ابن بوهيموند الخامس ولوسيانا دي سيجني. خلف والده قي حكم أنطاكيا وطرابلس بعد وفاته سنة 1252، بعدما أنتزعها من والدته بمساعدة الملك لويس التاسع، جفي عام 1268، استولى المماليك على أنطاكية بقيادة بيبرسوأصبح منذ ذلك الحين فصاعدا أميرا في المنفى.  توفي بوهيموند سنة 1275 وخلفه ابنه بوهيموند السابع.
| أنظر أيضا       |                      |                 |
| سبقه            | حكام أنطاكية         | لحقه            |
| بوهيموند الخامس | الفترة : 1252 - 1275 | بوهيموند السابع |